# Agelaia
Agelaia (лат. , от др.-греч. ἀγελαίη «живущая стаями») — род общественных ос семейства Vespidae.

## Распространение
Неотропика, от Мексики до Аргентины, но половина видов обнаружена в Бразилии.

## Описание
Некоторые виды, например, Agelaia vicina (Сан-Пауло, Бразилия) образуют огромные колонии до 1 000 000 особей, самые крупные среди всех пчёл и ос. Эти осы рассматриваются как более агрессивные, чем другие виды, способны сильно жалить. Главным компонентом яда является Агелотоксин (Agelotoxin, Phospholipase A2 direct haemolysin), который может вызвать острую рекакцию у некоторых пациентов. При обнаружении их гнёзд на чердаках в Сан-Пауло вызывают пожарные команды.

## Систематика
Около 30 видов. Относится к трибе Epiponini.
- Agelaia acreana
- Agelaia anceps[6]
- Agelaia angulata
- Agelaia angulicollis
- Agelaia areata
- Agelaia baezae
- Agelaia bequaerti[6]
- Agelaia brevistigma
- Agelaia cajennensis
- Agelaia centralis
- Agelaia constructa
- Agelaia cornelliana
- †Agelaia electra (миоцен)
- Agelaia flavipennis
- Agelaia fulvofasciata
- Agelaia hamiltoni
- Agelaia imitatrix
- Agelaia lobipleura
- Agelaia melanopyga
- Agelaia meridionalis
- Agelaia multipicta
- Agelaia myrmecophila
- Agelaia nebularum
- Agelaia nigrescens
- Agelaia ornata
- Agelaia pallidiventris
- Agelaia pallipes
- Agelaia panamaensis
- Agelaia pleuralis
- Agelaia silvatica
- Agelaia testacea
- Agelaia timida
- Agelaia vicina
- Agelaia xanthopus
- Agelaia yepocapa